# Henry David Thoreau
Henry David Thoreau, tên khai sinh là David Henry Thoreau (12 tháng 7 năm 1817 – 6 tháng 5 năm 1862), là nhà văn, nhà thơ, nhà tự nhiên học, nhà sử học, nhà triết học, nhà địa hình học mẫu mực người Mỹ. Ông là một trong những người đi tiên phong theo thuyết Tiên nghiệm và là một nhà hoạt động tích cực tham gia phong trào kháng thuế, bãi nô; ngoài ra ông còn để lại dấu ấn khi chỉ trích mạnh mẽ sự phát triển của công nghệ.
Ông được nhiều người biết đến qua tác phẩm nổi tiếng Walden (Một mình sống trong rừng), trong đó ông đề cập đến việc bản thân đã từng sống một cuộc sống đơn giản và gần gũi với thiên nhiên, và bài luận "Bất tuân dân sự" (Civil Disobedience) mà qua đó ông bày tỏ sự ủng hộ đối với việc cá nhân kháng cự lại chính quyền dân sự trên tinh thần phản đối kiểu Nhà nước bất công.
Người ta đã tổng hợp các tác phẩm, bài báo, bài luận và những bài thơ của Thoreau thành sách với hơn 20 tập. Một trong số những đóng góp nổi bật của ông chính là các bài viết về lịch sử tự nhiên và triết học, trong đó ông đã tiên liệu về việc sẽ khám phá cũng như cách thức khám phá ra lý luận về sinh thái học và lịch sử biến đổi của môi trường sống-hai nền tảng của ngành môi trường học hiện đại. Phong cách văn chương của ông là sự kết hợp của lối quan sát gần thiên nhiên, những kinh nghiệm cá nhân, tài hùng biện, việc sử dụng thành thạo ngôn từ mang tính hình tượng cao cùng với vốn hiểu biết lịch sử của bản thân; nhờ đó ông mới có thể biểu lộ ra tính nhạy cảm đầy thi vị, sự thông thái giản dị, và tình yêu kiểu "Yankee" đối với sự thực dụng của mình. Ông cũng rất hứng thú với ý tưởng về sự sống sót khi đối mặt với các thế lực thù địch, sự thay đổi mang tính lịch sử và tình trạng suy tàn của tự nhiên. Ông luôn sẵn sàng khẩn cầu một ai đó xóa bỏ những ảo tưởng và ngừng tiêu phí thời gian vào những việc vô bổ để có thể tìm ra những thứ thực sự cần thiết đối với cuộc sống.
Ông cống hiện trọn đời mình cho sự nghiệp giải phóng nô lệ; những bãi diễn văn của ông tấn công mạnh mẽ đạo luật Fugitive Slave Law (tạm dịch là luật chống nô lệ bỏ chạy) đồng thời ca ngợi những bài viết bảo vệ nhân quyền của Wendell Phillips cùng lúc bảo vệ nhà hoạt động xã hội John Brown. Triết lý của ông về sự bất tuân dân sự đã ảnh hưởng đến những quan điểm chính trị và hành động của Lev Nikolayevich Tolstoy, Mahatma Gandhi, Martin Luther King.

Thoreau thỉnh thoảng được nhắc đến như một người theo chủ nghĩa cá nhân vô chính phủ. Mặc dù tác phẩm Bất tuân dân sự dường như là dùng để củng cố thêm quyền lực của chính quyền hơn là thủ tiêu nó-như câu "Tôi yêu cầu, không phải cùng một lúc không có chính phủ nào, mà là cùng một lúc có một chính phủ tốt hơn"-hay phần trích dẫn của mục đích nâng cao chủ nghĩa cá nhân "Một chính phủ tốt nhất là một chính phủ không cai trị, và khi loài người đã sẵn sàng cho chuyện đó thì kiểu chính phủ như vậy sẽ ra đời." Richard Drinnon phần nào đó đã trách Thoreau về sự nhập nhằng của ông, đồng thời lưu ý với mọi người Thoreau là một con người "hay châm biếm sâu cay, rằng sở thích của ông ta là mở rộng các đề tài trong các bài viết của mình, hay là việc ông ưa thích cung cấp "đạn dược" cho việc làm rối rắm thêm ý nghĩa của tác phẩm Civil Disobedience". Drinnon cũng chỉ ra rằng việc Thoreau nói chỉ thích cùng một lúc có một chính phủ tốt hơn không có nghĩa là sau đó ông sẽ không ủng hộ việc không có chính phủ nào cả.

## Thuở niên thiếu

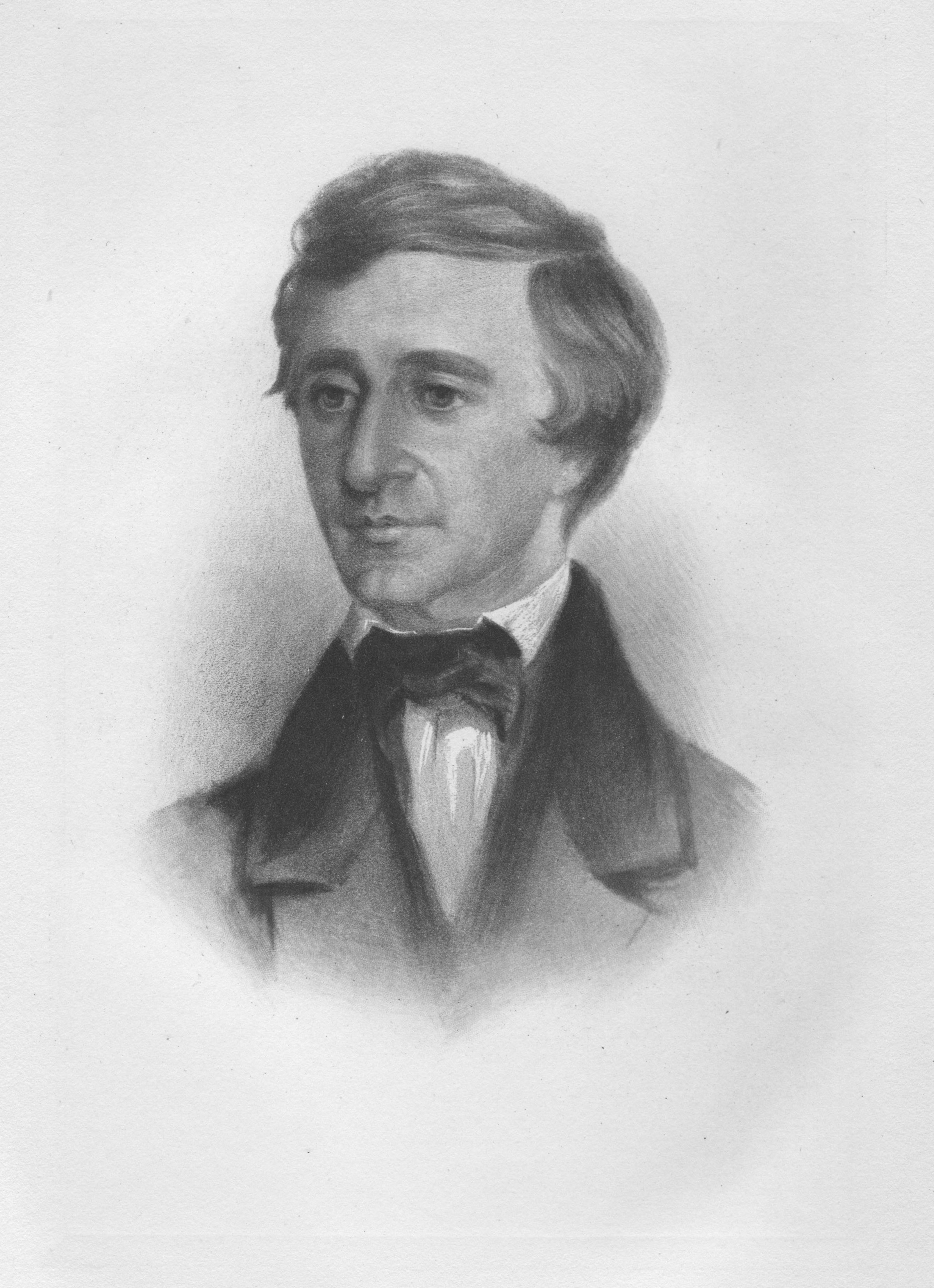
Thoreau năm 1854

Ông được sinh ra dưới cái tên David Henry Thoreau tại hạt Concord, tiểu bang Massachusetts, Hoa Kỳ. Cha ông là John Thoreau, chủ một doanh nghiệp sản xuất bút chì, còn mẹ ông là Cynthia Dunbar. Ông nội của Thoreau là người Pháp chính gốc và được sinh ra tại Jersey. Còn ông ngoại-Asa Dunbar, đã từng là thủ lĩnh của phong trào "Butter Rebellion" (tạm dịch là cuộc nổi dậy vì chất lượng bơ), phong trào phản kháng đầu tiên được ghi lại tại Colonies. "David Henry" được đặt lại thành "Henry David" sau khi chú ông là David Thoreau mất. Nhưng ông đã không là Henry David cho tới mãi những năm sau khi học xong đại học, mặc dù vậy ông cũng chưa từng bị kiện vì mang cái tên không hợp pháp. Ông có hai anh chị ruột là Helen and John Jr. và một người em gái tên là Sophia. Ngôi nhà nơi Thoreau được sinh ra vẫn nằm trên đường Virginia tại hạt Concord và hiện vẫn đang được những người dân ở đó bảo quản. Ngôi nhà vẫn như cũ duy chỉ có điều là nó đang ở một nơi cách chỗ cũ hơn 90m.
Thầy Amos Bronson Alcott và dì của Thoreau đều nói từ "Thoreau" đọc như "thorough"-nghĩa là tận tâm, trong cách đọc chuẩn của người Mỹ. Edward Emerson cho rằng cái tên đó nên phát âm là Thó-row, nhấn giọng ở âm tiết đầu. Thoreau luôn xuất hiện trước mọi người với phong thái giản dị, với chiếc mũi mà ông gọi đó là điểm nổi bật nhất của mình. Về khuôn mặt của ông, Nathaniel Hawthorne đã từng viết: "[Thoreau] thật xấu xí như thể một tên tội đồ, cái mũi dài, cái miệng khó ưa, và với cái vẻ thô kệch,quê mùa-dù cách cư xử vẫn lịch sự, thật xứng với cái ngoại hình của anh ta. Nhưng sự xấu xí của anh lại mang cái gì đó rất chân thật và không tạo sự khó chịu, và điều đó đã tôn lên vẻ đẹp về tâm hồn hơn là về mặt hình thức." Thoreau luôn đeo cái nơ trên cổ mình, và ông cũng nói rằng đó là điều hấp dẫn phụ nữ. Tuy nhiên nhà văn nữ Louisa May Alcott đã nói với Ralph Waldo Emerson rằng bộ râu quai nón của Thoreau "đã hầu như làm mất đi vẻ phong tình của ông và đã giữ cho những phẩm chất tốt đẹp nơi ông ấy có thể tồn tại vĩnh cửu."
Thoreau đã từng học tại Đại học Harvard từ 1833 đến năm 1837 và từng sống tại ký túc xá Hollis Hall. Tại đây ông học các môn hùng biện, văn hóa Hy Lạp, triết học, toán học và khoa học. Từng có giai thoại kể rằng ông đã từ chối trả 5 đôla tiền phí để lấy bằng tốt nghiệp trường Harvard. Trong thực tế, học vị thạc sĩ của Thoreau mà ông từ chối chi trả tiền, hoàn toàn không có nhiều giá trị học thuật. Cao đẳng Harvard đã đề nghị khóa học này đối với sinh viên tốt nghiệp như là "để chứng minh giá trị bản thân của họ bằng cách đã sống sót trong vòng 3 năm sau khi tốt nghiệp; và trích 5 đôla từ số tiền mà họ đã kiếm được, tiết kiệm được, hay thừa kế được cho các trường đại học, cao đẳng mà họ đã từng học." Thoreau đã đáp lại bằng câu nói: "Let every sheep keep its own skin"-tạm dịch là "Hãy để cho những con cừu được giữ bộ da của nó". Qua câu nói đó ông ngầm phê phán giá trị thực của mảnh bằng được viết trên giấy giả da cừu.

## Quay lại Concord: 1837-1841
Các ngành nghề truyền thống mở rộng cửa cho các sinh viên đã tốt nghiệp như luật, kinh doanh, y học, hay làm việc trong nhà thờ không hấp dẫn được Thoreau, nên vào năm 1835 ông xin vắng mặt tại Harvard và đến dạy học tại hạt Canton, tiểu bang Massachusetts. Sau khi ông tốt nghiệp năm 1837, ông tham gia làm giảng viên cho các trường học công, nhưng chỉ sau vài tuần ông đã xin từ chức. Ông và người anh trai John mở một trường dạy ngữ pháp tiếng Anh tại Concord vào năm 1838 với tên là Concord Academy. Họ giới thiệu một số quan niệm dạy học tiến bộ, bao gồm cả việc đi dạo và thăm thú các cửa hàng và xí nghiệp địa phương. Trường học này đóng cửa khi John bị bệnh uốn ván vào năm 1842 do vô ý bị chảy máu khi cạo râu. Ông chết trong tay người em Henry.
Sau khi tốt nghiệp, Thoreau về lại Concord, nơi ông gặp Ralph Waldo Emerson. Emerson giống như một người cha khi vừa bảo vệ và khuyên nhủ chàng trai trẻ Thoreau, lại vừa giới thiệu cho Thoreau một nhóm các nhà văn và nhà tư tưởng trong đó có Ellery Channing, Margaret Fuller, Bronson Alcott, Nathaniel Hawthorne và con trai Julian Hawthorne-lúc này còn là một cậu bé. Emerson kêu gọi Thoreau gửi những bài tiểu luận và thơ của mình cho tạp chí quý The Dial, đồng thời vận động tổng biên tập tạp chí này lúc đó là Margaret Fuller cho xuất bản những bài viết của Thoreau. Bài tiểu luận đầu tiên của Thoreau được đăng trên tạp chí The Dial số 3 năm 1840 với nhan đề Aulus Persius Flaccus, trong đó ông đề cập đến những nhà viết kịch cùng tên. Nó bao gồm cả những đoạn đã được sửa đổi dưới sự tiếp thu các ý kiến của Emerson khi đọc tạp chí của Thoreau. Mục tạp chí đầu tiên vào ngày 22/10/1837 có đoạn "Bạn đang làm gì? Bạn có còn đang cầm cuốn tạp chí trên tay không? Nếu còn thì tôi xin viết chuyên mục đầu tiên của tôi vào ngày hôm nay."

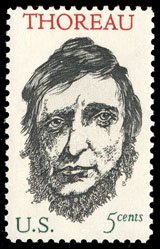

Thoreau là một nhà triết học về tự nhiên trong mối quan hệ với đời sống con người. Trong những năm đầu, ông theo thuyết Tiên nghiệm-thứ chủ nghĩa duy tâm chiết trung, đồng nhất được ủng hộ bởi Emerson, Fuller, và Alcott. Họ đã dựng nên một trạng thái tinh thần lý tưởng vượt lên trên, hay chính xác là đi trước cả vật lý học và các ngành thực nghiệm học khác, thứ mà một người có thể có cái nhìn sâu sắc hơn thông qua trực giác cá nhân hơn là thông qua những giáo lý tôn giáo. Họ coi Tự nhiên chẳng qua là cái dấu hiệu bên ngoài phản ánh cái tâm hồn chủ quan, qua đó thể hiện cái gọi là "sự hòa hợp căn bản giữa những thứ nhìn thấy với suy nghĩ của con người" như trong tác phẩm Tự nhiên của Emerson.
Ngày 18/4/1841, Thoreau chuyển đến sống cùng với Emerson. Tại đó, từ năm 1841-1844, ông làm gia sư, trợ lý biên tập, kiêm luôn người làm vườn. Năm 1843, Ông đến sống tại nhà của William Emerson tại thành phố Staten Island và ở đây chừng vài tháng. Tại nơi này ông dạy học cho cậu con trai của William trong khi bắt liên hệ với các nhà văn và nhà báo trong thành phố-những người có thể xuất bản các bài viết của ông, trong đó có người đại diện văn học tương lai của ông Horace Greeley.
Thoreau trở lại Concord và đến làm việc tại xưởng sản xuất bút chì của một hộ gia đình, nơi mà ông gắn bó cho đến già. Ông tìm thấy cách làm ra loại bút chì tốt thoát khỏi lõi graphite kém chất lượng bằng cách dùng đất sét làm chất kết dính; khám phá này-được biết đến dưới cái tên quy trình Conté, được cấp cho Nicolas-Jacques Conté vào năm 1795 đã giúp nâng sản lượng graphite được tìm thấy tại New Hampshire và được bán cho người anh họ Charles Dunbar. Mỏ cung cấp nguyên liệu cho xưởng của ông nằm ở Tantiusques, Sturbridge, Massachusetts, và được điều hành bởi một người Ấn Độ. Sau này, Thoreau đã biến xưởng sản xuất bút chì thành xưởng sản xuất than chì-nguyên liệu làm mực cho máy đánh chữ.
Khi quay lại Concord, Thoreau đã gặp phải một thời kỳ khó khăn khi vào tháng 4 năm 1844, ông và bạn ông Edward Hoar vô tình đốt cháy 300 mẫu Anh (1,2 km2) khu rừng Waldens. Ông thường nói rằng việc tìm một trang trại để bán hoặc cho thuê sẽ cho ông thấy ý nghĩa của việc tự nuôi sống bản thân và đem đến cho ông sự cô đơn vừa đủ để ông hoàn thành cuốn sách đầu tay của mình.

## Những hoạt động từ năm 1845-1849
Trích dẫn: "Tôi xây nhà trong rừng vì tôi muốn sống một cách thật thong thả, khoan thai; đối mặt với những vấn đề thiết yếu của cuộc sống."